# デビッド・デントン (ラグビー選手)
デビッド・デントン（David Denton、1990年2月5日 - ）は、スコットランドの元ラグビー選手。  

## プロフィール
- ジンバブエ・マロンデラ出身。
- ポジションはフランカー(FL)。
- 身長 196cm、体重 119kg
- U20スコットランド代表に選ばれたことがある[1]。
- スコットランド代表通算キャップ数は42。
- ラグビーワールドカップ2015のスコットランド代表に選ばれた[2]。

## 略歴
エディンバラ、バース、ウスター・ウォリアーズを経て、2018年、レスター・タイガースに加入。  
2019年、脳震盪のため現役を引退した。  